# Perales del Alfambra (ort)
Perales del Alfambra är en kommunhuvudort i Spanien.   Den ligger i provinsen Provincia de Teruel och regionen Aragonien, i den östra delen av landet, 230 km öster om huvudstaden Madrid. Perales del Alfambra ligger 1 170 meter över havet och antalet invånare är 303.
Terrängen runt Perales del Alfambra är platt västerut, men österut är den kuperad.Runt Perales del Alfambra är det mycket glesbefolkat, med 3 invånare per kvadratkilometer. Närmaste större samhälle är Alfambra, 10,1 km söder om Perales del Alfambra. Trakten runt Perales del Alfambra består till största delen av jordbruksmark.